# Inequality Watch
 (février 2013).
Si vous disposez d'ouvrages ou d'articles de référence ou si vous connaissez des sites web de qualité traitant du thème abordé ici, merci de compléter l'article en donnant les références utiles à sa vérifiabilité et en les liant à la section « Notes et références ».
Inequality Watch est un réseau européen rassemblant des organisations ayant pour vocation la production ou la diffusion de données statistiques et d'analyses qualitatives sur les inégalités. Il se définit lui-même comme l'Observatoire européen des inégalités.
Parmi les organisations membres, le réseau compte trois associations : l'Observatoire des inégalités (France), l'Observatório das Desigualdades (Portugal), The Equality Trust (Royaume-Uni), deux organismes de recherche : Tárki (en) (Hongrie) et le Centre européen (Autriche) ainsi que trois portails tenus par des institutions spécialisées : le SOEP (émanation de l’Institut allemand de recherche économique, Allemagne), Disuguaglianze sociali (Fondation Germanno Gorrieri pour l'étude sociale, Italie), l'Observatorio de Desigualdades en la Salud (CIBERESP, Espagne) et l'observatoire belge des inégalités (Belgique).